# Knivskjellodden

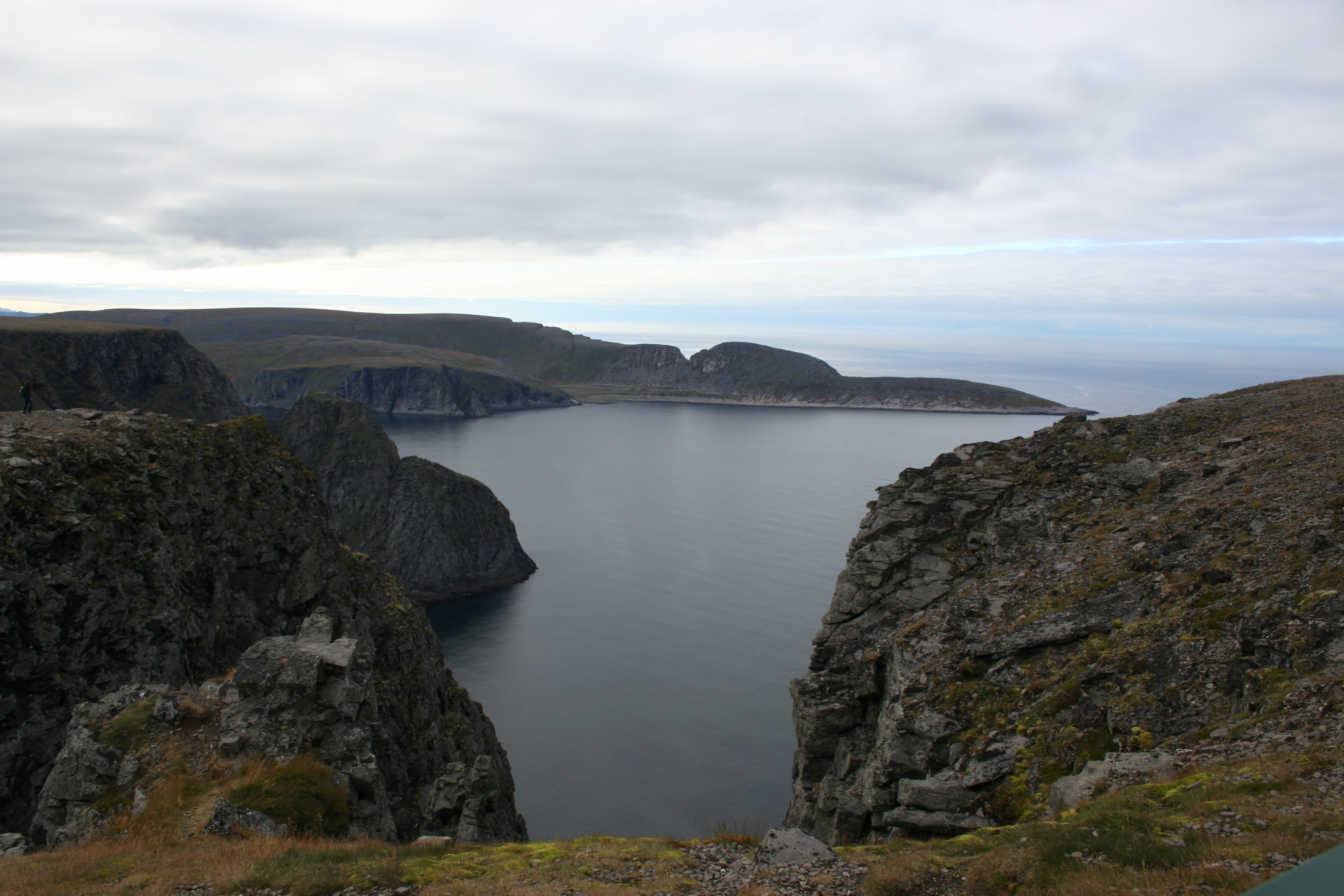
Knivskjellodden widziany z Przylądka Północnego

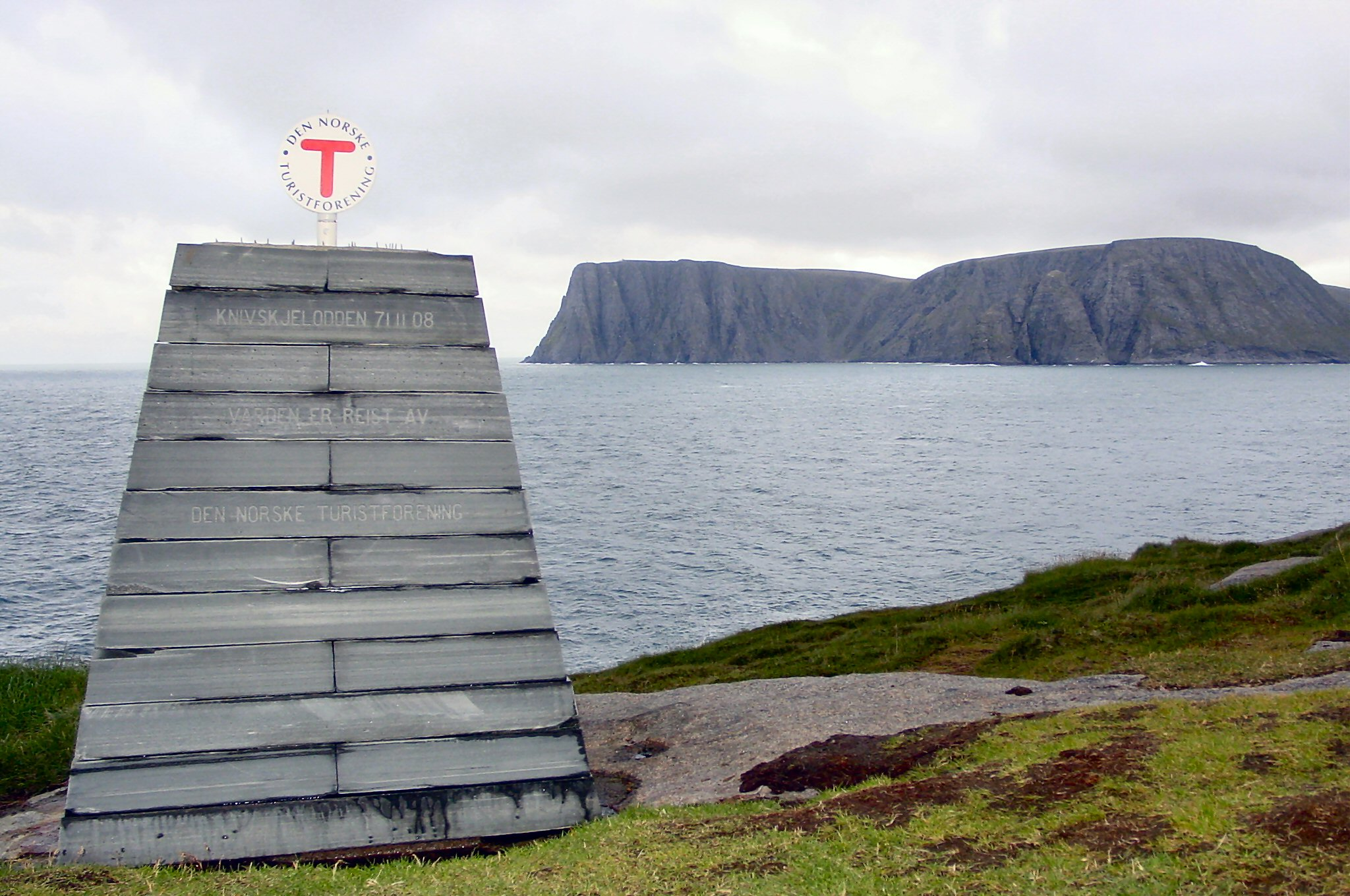
Słup z betonowych płyt na Knivskjellodden

Knivskjellodden (według pisowni nynorsk; w pisowni bokmål: Knivskjelodden)‬ – najbardziej wysunięty na północ przylądek w Norwegii, w prowincji Finnmark, na wyspie Magerøya, około 4 kilometrów na północny zachód od Przylądka Północnego (norw. Nordkapp) położonego na tej samej wyspie. Znajduje się na Morzu Norweskim tuż przy jego granicy z Morzem Barentsa. 
| Porównanie położenia przylądków na wyspie Magerøya |                       |
| Knivskjellodden                                    | 71°11′08″N 25°40′33″E |
| Nordkapp                                           | 71°10′21″N 25°47′40″E |

Najdalej na północ wysunięty punkt Europy. Knivskjellodden jest o około 1,5 km bardziej wysunięty na północ niż Nordkapp, jednak ze względu na to, że nie prowadzi na niego żadna droga jezdna jest rzadko odwiedzany. 
Na Knivskjellodden ustawiony jest obelisk z betonowych płyt (ułożonych w ostrosłup ścięty) z napisem informującym o geograficznych współrzędnych przylądka.
Na przylądek Knivskjellodden można dotrzeć tylko pieszo. Szlak wiodący na przylądek ma 9 kilometrów, a rozpoczyna się z parkingu przy drodze E69, znajdującego się kilka kilometrów na południe od Nordkapp.